# Pungitius hellenicus
Pungitius hellenicus là một loài cá thuộc họ Gasterosteidae. Nó là loài đặc hữu của Hy Lạp. Các môi trường sống tự nhiên của chúng là sông và suối. Nó bị đe dọa do mất môi trường sống và được IUCN xếp vào loài bị de dọa.